# Тимелія-темнодзьоб рудощока
Тиме́лія-темнодзьо́б рудощока (Zosterornis whiteheadi) — вид горобцеподібних птахів родини окулярникових (Zosteropidae). Ендемік Філіппін. Вид названий на честь британського натураліста Джона Вайтгеда.

## Опис

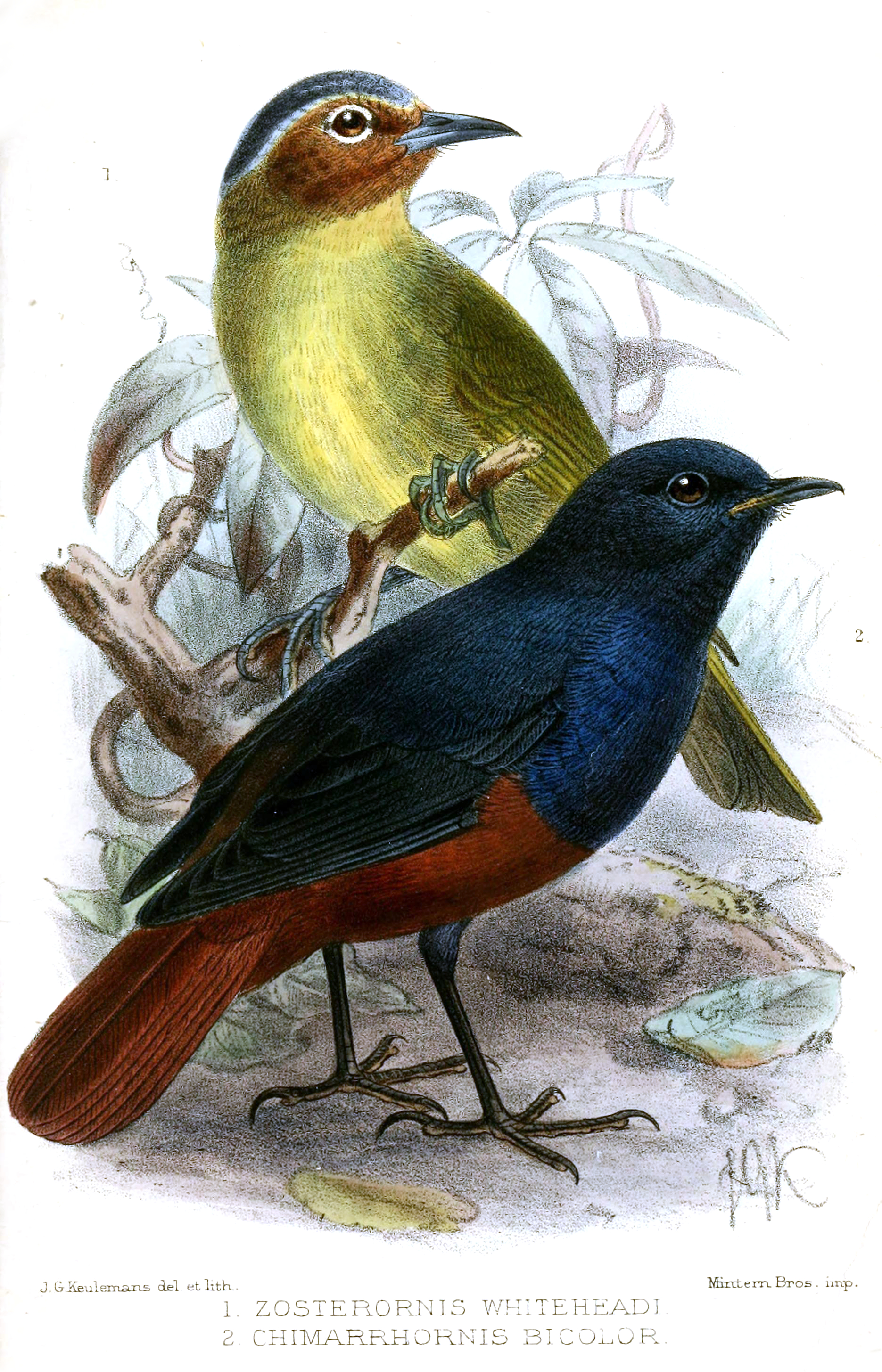
Рудощока тимелія-темнодзьоб і філіпінська горихвістка

Довжина птаха становить 15 см, вага 17-28 г. Виду не притаманний статевий диморфізм. Верхня частина тіла переважно оливково-коричневе, боки світло-оливкові, нижня частина тіла жовтувата. Обличчя рудувато-коричневе, тім'я і потилиця сірі, навколо очей незамкнені білі кільця. У представників підвиду Z. w. sorsogonensis сіра пляма на голові окаймлена чорною смугою.

## Підвиди
Виділяють два підвиди:
- Z. w. whiteheadi Ogilvie-Grant, 1894 — гори на півночі і в центрі Лусону;
- Z. w. sorsogonensis (Rand & Rabor, 1967) — гори на південному сході Лусону.

## Поширення і екологія
Рудощокі тимелії-темнодзьоби є ендеміками острова Лусон. Вони живуть у вологих гірських тропічних лісах. Зустрічаються поодинці, парами або невеликими зграйками, на висоті від 800 до 2000 м над рівнем моря, переважно на висоті понад 1000 м над рівнем моря. Іноді приєднуються до змішаних зграй птахів. Живляться насінням, плодами, жуками, павуками та іншими безхребетними, яких шукають в нижньому і середньому ярусах лісу. Сезон розмноження триває з квітня по червень.